# Tranquillo Cremona
Tranquillo Cremona (Pavia, 10 aprile 1837 – Milano, 10 giugno 1878) è stato un pittore italiano.

## Biografia

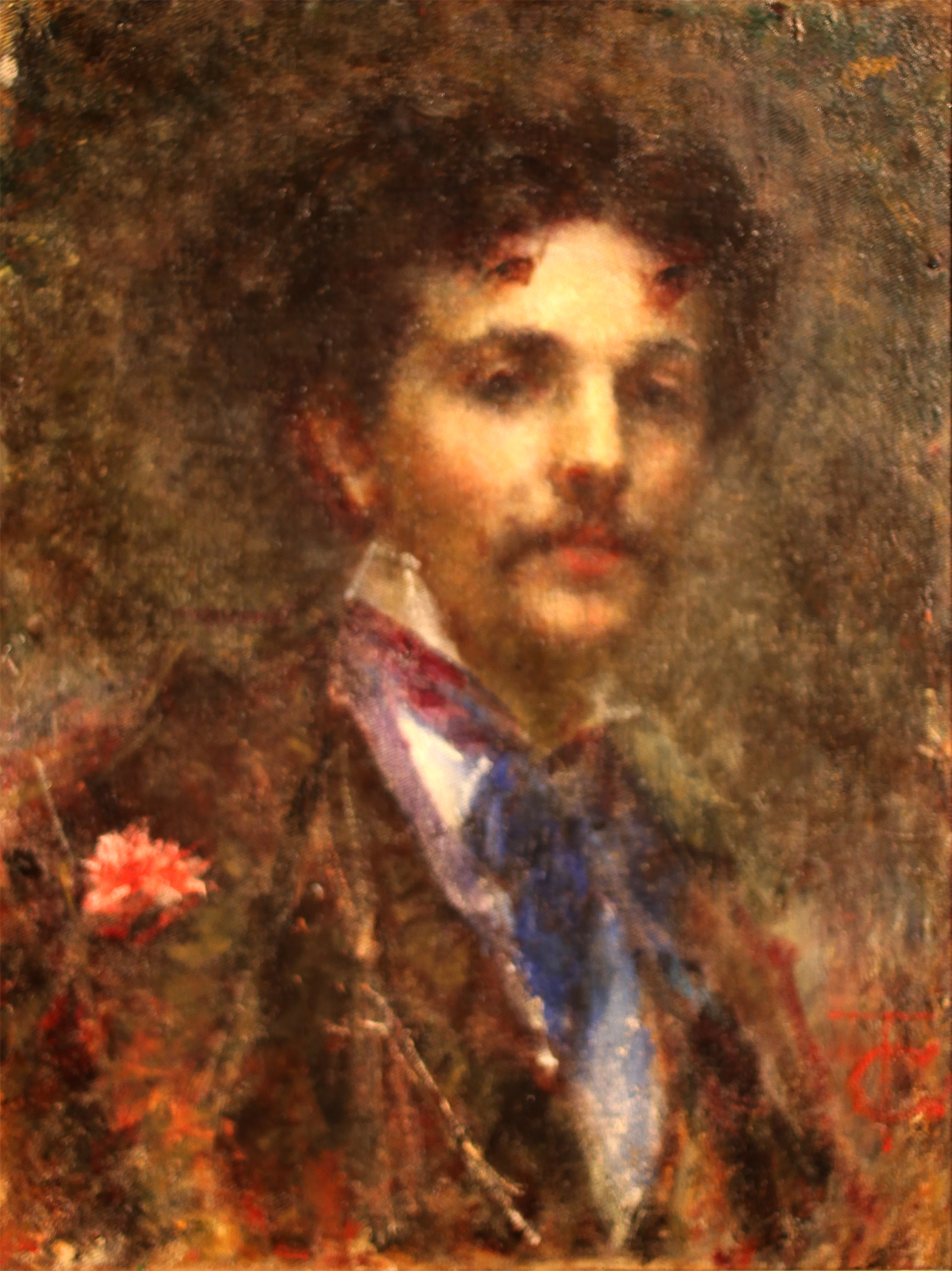
Ritratto di Luigi Luvoni (1872), Galleria d'Arte Moderna di Milano

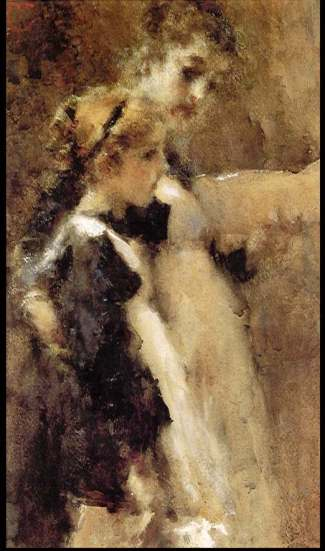
Ripassando la lezione
acquarello di Tranquillo Cremona

Nato in una famiglia di origini ebraiche da Gaudenzio e da Teresa Andreoli e fratello del matematico Luigi, compie gli studi superiori al Liceo classico Ugo Foscolo di Pavia e in seguito si forma insieme al Faruffini alla Civica scuola di pittura di Pavia, dove fu allievo di Giacomo Trecourt e Luigi Trecourt. 
Come nota lo Springer nel suo Manuale di storia dell'arte (Bergamo, 1926) il Cremona «dal Farullìni trae molti insegnamenti, ma il vero antecessore nello studio dell'aria ambiente, nel concentrare la luce su pochi punti, e soprattutto nel sopprimere i contorni per sfumare con tocchi sapienti e delicati il passaggio dalle figure allo sfondo, fu il Carnevali detto Piccio, che egli ebbe occasione di studiare nelle mostre se non di conoscere personalmente.»
Cremona fu l'iniziatore della scapigliatura in pittura, pur partendo da modi alla Hayez, ma con maggior gusto cromatico di ascendenza veneta (a Venezia il giovane pittore soggiornò tra il 1852 ed il 1859, frequentandovi l'accademia). Successivamente il linguaggio dell'artista si rivolse alla ricerca di effetti vaporosi e morbidi, ottenuti con il prevalere dello sfumato sul contorno, in obbedienza alla teoria dell'indefinita suggestione musicale a cui tendono tutte le arti, di cui Giuseppe Rovani si era fatto sostenitore nel libro Le tre arti (1874). A tali risultati Cremona pervenne a partire dal 1870, quando presentò I cugini, frutto delle ricerche e degli studi del periodo precedente (temi forse ispirati a esperienze biografiche dell'amico Carlo Dossi). Si tratta di opere che non potevano non sorprendere e non scandalizzare nell'ambiente milanese, dominato dal compassato verismo di Giuseppe Bertini di cui fu anche allievo.
È stato scritto da Marco Valsecchi che Il bacio «più noto però sotto il titolo I cugini», è considerato come il primo dipinto "scapigliato" di Tranquillo Cremona e fu stabilito nel contempo che il periodo della Scapigliatura pittorica abbraccerebbe gli ultimi quarant'anni del XIX secolo, coprendo perciò un periodo che arriverebbe al 1910. Lo stesso critico milanese puntualizza che tale periodo sarebbe eccessivamente dilatato e scrive che «la Scapigliatura pittorica, benché risieda nell'ambito vasto e generico del Romanticismo, se ne differenzia per un suo più rilevato carattere e una più nervosa coscienza».
È significativa la recensione, nella "Strenna ricordo dell'Esposizione nazionale di Milano" del 1872, di Yorick (pseudonimo di Pietro Ferrigni), il quale accostò per primo Cremona al contemporaneo Daniele Ranzoni. In realtà, Cremona dimostrava la sua insofferenza per il clima dominante proprio attraverso la ricerca del simbolismo. Quanto alla natura sfatta delle sue immagini, la cui riconoscibilità non è sempre certa, essa dipende dallo sforzo di fondere le figure con l'ambiente, su una linea che sarà ripresa da Medardo Rosso e che sfocerà nelle proposte, altrimenti impostate, di Umberto Boccioni.
Nel 1873 Cremona riscosse grande successo all'Esposizione universale di Vienna e nel 1874 fu eletto socio d'onore dell'Accademia di Brera. Tranquillo Cremona morì la mattina del 10 giugno 1878 a Milano, a soli 41 anni. La causa della morte fu avvelenamento da contatto con coloranti tossici a base di piombo; per comodità di confronto egli si sporcava le mani di colore, ma il piombo delle biacche, infiltrandosi nel sangue, finì per causargli la paralisi degli intestini. Aveva da poco finito di dipingere la sua opera più famosa, L'edera. Roberto Sacchetti in suo onore scrisse il necrologio «In morte del Tranquillo Cremona». Riposa nel Cimitero monumentale di Milano, alla lapide 22 del Promeo del Famedio.

## Onoranze postume
Nel gennaio del 1888 la Famiglia artistica dell'Accademia di Brera, su proposta dell’architetto Luca Beltrami, aprì una sottoscrizione per una lapide a Tranquillo Cremona nella fronte della casa n. 11 in Via Solferino, ove il pittore aveva il suo studio; lo stesso Beltrami fu incaricato dell’attuazione della proposta e la lapide (oggi non più esistente) fu scoperta il giorno 9 giugno 1888, decimo anniversario della morte del pittore.
Il 10 febbraio 1890 si svolse una cerimonia di onoranze in cui furono ricordati contemporaneamente Tranquillo Cremona, Francesco Hayez (di cui ricorreva il settimo anniversario della morte), Luigi Bisi e il conte Francesco Sebregondi, segretario dell'Accademia di Belle Arti. Nell'occasione nel loggiato superiore del Palazzo di Brera a Milano fu scoperto un busto di Cremona opera dello scultore Renato Peduzzi. Alla cerimonia era fra l'altro presente la moglie del pittore, Carlotta Valdatta.

## Aneddoti
Carlo Dossi ammirava il pittore; nella nota azzurra numero 342, scrive:
Nella nota 373:
Racconta anche che si era sparsa la voce che Cremona volesse andar via dal suo studio alla chetichella, per non pagare l'affitto. Saputolo, il pittore saldò il conto e andò a traslocare con un carro enorme, gettando i suoi mobili, cioè qualche sedia rotta, rumorosamente dalla finestra, mentre un suo amico suonava il tamburo. Un altro simpatico aneddoto è che Cremona aveva un elmo da soldato romano, con una candela al posto del cimiero; se lo metteva in testa per andare al bagno di notte.

## Opere principali

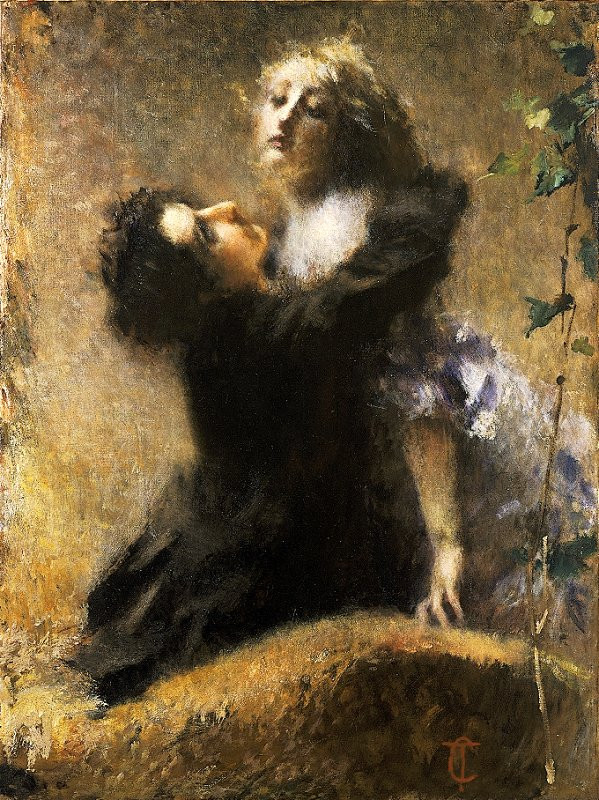
L'edera

- Ritratto di Camillo Benso, conte di Cavour (1850);
- Ritratto di Vittorio Emanuele II, olio su tela, sala della "Guerra di Crimea" Museo nazionale del Risorgimento italiano, Torino
- Ritratto del pittore Ludovico Lipparini (1858), olio su tela, Gallerie dell'Accademia, Venezia;
- Una visita alla tomba di Giulietta e Romeo (1862), olio su tela, Galleria d'Arte Moderna, Milano;
- Marco Polo alla Corte del Gran Khan dei Tartari (1863), olio su tela, Galleria d'Arte Moderna, Roma;
- Il falconiere (1863), olio su tela, Galleria d'Arte Moderna, Milano;
- Amaro calice (1865), olio su tela, Galleria d'arte moderna Ricci Oddi, Piacenza;
- Ritratto di Nicola Massa (1867), olio su tela, Musei civici di Pavia;
- Ritratto di Carlo Alberto Pisani Dossi (1867), Casa Museo Pisani Dossi, Corbetta;
- Ritratto di donna (1870), olio su tela, Accademia nazionale di San Luca, Roma;
- I due cugini (1870), olio su tela, Galleria d'Arte Moderna, Roma;
- Il pittore e la modella (1870-1872), olio su tela, Collezione Poscio, Domodossola;
- Testa di bambina (1870-1873), olio su tela, Museo Diotti, Casalmaggiore;
- Ritratto di Carlo Villa (1871), olio su tela, Museo d’Arte Moderna e Contemporanea, Varese;
- Tra i fiori. Ritratti di bambini (1871), olio su tela, Museo d’Arte Moderna e Contemporanea, Varese;
- Ritratto del cavalier Giuseppe Bianchi (1872), olio su tela, Galleria d'arte moderna Ricci Oddi, Piacenza;
- Ritratto di Luigi Luvoni (1872), olio su tela, Galleria d'Arte Moderna, Milano;
- Silenzio amoroso (1873), olio su tela, Galleria d'Arte Moderna, Roma;
- Amor materno (1873), olio su tela, Galleria d'Arte Moderna, Milano;
- Teresa Sonzogno sul letto di morte (1873), olio su tela, Pinacoteca di Brera, Milano;
- Ritratto di Maria Morozzi (1873), olio su tela, Galleria d'Arte Moderna, Milano;
- Attrazione (1874), olio su tela, Galleria d'Arte Moderna, Milano;
- Ritratto dell'Avvocato Pier Ambrogio Curti (1874), olio su tela, collezione privata;
- Giovane signora (1874), olio su tela, Musei civici di Pavia;
- In ascolto (1874-1878), olio su tela, collezione privata;
- Melodia (1874-1878), olio su tela, collezione privata;
- Ritratto della signora Deschamps (1875), olio su tela, Galleria d'Arte Moderna, Milano;
- Ripassando la lezione (1877), acquerello su carta, Raccolta d'Arte Carlo Lamberti, Codogno;
- Le curiose (1877), acquerello su cartoncino, Raccolta d'Arte Carlo Lamberti, Codogno;
- Fanciulla malata (1877), olio su tela, Galleria d'Arte Moderna, Roma;
- Povero ma superbo (1878), olio su tela, Raccolte Frugone, Genova;
- Ritratto della signora Curti (1878), olio su tela, Galleria d'Arte Moderna, Milano;
- L'edera (1878), olio su tela, Galleria civica d'arte moderna e contemporanea, Torino;
- Giulietta e Romeo (non datato), olio su tela, Museo d’Arte della Svizzera italiana, Lugano.
- Due bambini (non datato), olio su tela, Groninger Museum, Groningen.

## Tranquillo Cremona nei musei

### Emilia-Romagna
- Galleria d'arte moderna Ricci Oddi di Piacenza

### Lazio
- Galleria nazionale d'arte moderna e contemporanea di Roma

### Lombardia
- Galleria d'arte moderna di Milano
- Pinacoteca Malaspina di Pavia
- Museo archeologico Villa Pisani Dossi di Corbetta (MI)
- Museo Civico Castello di Masnago (VA)

### Piemonte
- GAM (Galleria civica d'arte moderna e contemporanea) di Torino

### Canton Ticino (Svizzera)
- Museo Cantonale d'Arte di Lugano[7]